# Emilia Gubitosi
Emilia Gubitosi (Nàpols, 3 de febrer de 1887 – Nàpols, 17 de gener de 1972). Va ser una pianista, directora de cors i compositora italiana. És coneguda per la composició d'un gran nombre d'obres, tant de coral, cant, piano i diverses formacions de música de cambra, així com per a la fundació de l'Associació Alessandro Scarlatti a Nàpols.

## Biografia

### Primers estudis
Emilia Gubitosi provenia d’una família que pertanyia a l’alta burgesia napolitana, filla de Filomena Abbamonte i Samuel Gubitosi. Va estudiar música amb Beniamino Cesi, Constantino Palumbo, Francesco Simonetti, Camilo De Nardis i Nicola D’Arienzo al Conservatori de San Pietro a Maiella de Nàpols, on es va diplomar en piano i composició l’any 1904. Aquest mateix any va començar una carrera artística amb Alberto Curci.
Al finalitzar els seus estudis, va tenir una breu carrera de concerts per tot Europa. Va compondre música de manera constant durant tota la seva vida, experimentant diverses formes, des de l’òpera a la música de cambra, vocal i instrumental. El 1906 es va convertir en la primera dona d’Itàlia que va aconseguir un diploma en composició. En aquell moment no estava permès a les dones que realitzessin aquell tipus d'estudis acadèmics, i era necessari demanar un permís especial.

### Primers èxits
El 1907 va compondre el drama líric Nada Delwig, amb llibret de Federico Verdinois i Antonio Menotti-Buja.
El 1908 es va interpretar al Teatre Mercadante un esbós líric seu, Ave María. A l’èxit d’aquesta presentació va seguir, el 1910, la representació de la seva òpera en un acte Nada Delwig, al teatre municipal de Pistoria i en el Regio Politeama de Nàpols. Llavors va decidir escriure un treball líric de major envergadura, Fatum i, el 1917, un concert per a piano i orquestra.

### Una reconeguda professora
A partir del 1914 va ser professora al Conservatori de Nàpols, i va combinar les activitats d'ensenyament amb les culturals, cap a l’organització de festivals de música antiga. Va formar part del cos de professors del Conservatori de Nàpols com a professora del Curs Fonamental de Teoria i Solfeig fins al 1957. El 1919 va imprimir una obra didàctica titulada So i ritme, en la que s'expliquen els elements musicals més importants per tots els interessats en dedicar-se a l'estudi de la música. Aquesta obra es segueix utilitzant encara als conservatoris italians. A la vegada es va dedicar a impartir classes particulars de piano, cant i música coral.

### Anys de guerra
El 1914 s'inicia la Primera Guerra Mundial (1914 - 1918). Itàlia es va mantenir neutral en un principi, tot i que més tard es va acabar unint al Pacte de Londres, declarant la guerra a Àustria a canvi d'alguns terrtoris (Trento, Trieste, Istria, Dalmacia). Finalment, Àustria es va rendir el 4 de novembre de 1918.
Tot i la guerra, Guibtosi no interromp la seva carrera com a concertista a Itàlia i a l'estranger, on es guanya una gran reputació. Publica el "Concert per a piano i cordes" el 1917.
A finals del novembre de 1918, amb la guerra recentment acabada, Emilia, juntament amb María de Sanna i el poeta Salvatore di Giacomo, tenen la idea de crear una institució amb l'objectiu de promoure el coneixement de la música antiga italiana i la cultura musical en general.
En aquest context de post-guerra, va néixer un règim sustentat en la ideologia del Feixisme, liderat per Benito Mussolini, que va fundar el Fasci Italiani di Combattimento. Aquesta ideologia cerca un nacionalisme fort i centralitzat per sobre de la lluita de classes.

### Associació Alessandro Scarlatti
El 1919 es va fundar a Nàpols, amb la col·laboració de Salavatore Di Giacomo (escriptor i poeta reconegut) i María de Sanna, l’Associació Musical d'Alessandro Scarlatti. La qual, el 1948 passarà a ser una Organització sense ànim de lucre. Aquesta associació va tenir el suport d'un gran nombre d'intel·lectuals com Matilde Serao, Angelo Conti, Xavier Procida, Remigia Gianturco; i d'un grup d'artistes: Francesco Cilea, John Tebaldini (amic d'Emilia i personatge important en la seva vida), Gennaro Nápoles, Guido Pannain i Franco Michele (qui serà el seu marit el 1922). Aquest últim, juntament amb el pianista Vincenzo Vitale, acabaran formant-ne part directe.
L'Associació neix amb el desig de descobrir i difondre la música i la cultura napolitana, principalment de l'època barroca, però, sense excloure la promoció de la música contemporània italiana i estrangera.
Aquella tardor (1919), Emilia Gubitosi va presentar al públic napolità i italià, l’òpera La rappresentazione di anima e di corpo d'Emilio Cavalieri, que va ser la demostració inaugural de la primera representació moderna d'una obra sacra del compositor. En aquell mateix període va decidir profunditzar en els seus estudis sobre música coral italiana, presentant en dues temporades successives l'Eurídice de Peri i Caccini (28 i 30 de gener del 1920), Jefté de Carissimo (14 d'abril de 1920), Orfeó de Monteverdi (13 i 16 de maig de 1920) i les Beatitudini de César Frank.

### Matrimoni
El 1922 es va casar amb Franco Michele Napolitano (Gaeta, 22 de gener del 1887 - Nàpols, 16 març de 1960). El casament va ser molt discret, tant que fins al moment no hi ha cap notícia del dia exacte. Des de llavors les seves vides i carreres artístiques han crescut juntes, al Conservatori de San Pietro a Majella (on eren professors els dos), a casa seva a Via Tarsia, 23, de Nàpols, també dins l'Associació Alessandro Scarlatti, i a la seva casa "La Pausa", d'Anacarpi (que es convertirà en la seva casa de vacances d'estiu de tota la seva vida). Els anys següents la parella destaca en la direcció del Cor d'Emilia i l'Orquestra de Michele Franco.

### Compositora i directora
En aquest mateix període, juntament amb el seu marit, va profunditzar en la feina desenvolupada per l’Associació Alessandro Scarlatti. Durant quaranta anys va dirigir aquesta associació i va ser responsable de la creació de la primera orquestra simfònica de Nàpols (Orchestra da Camera Napoletana), juntament amb Vincenzo Vitale, i que amb el temps es convertiria en l'Orquestra Simfònica de la RAI (Radio Televisió Italiana) de Nàpols.
El 1936, Emilia compon la Sonata en si menor Blanca, el poema de veus femenines i petita orquestra, sobre un text de l'escriptor Sergio Corazzini.
Quan el Conservatori de San Pedro de Majella va inaugurar la seva gran sala de concerts, la Scarlatti (recentment destruïda per un incendi), en presència del Ministre d’Instrucció Pública, Emilia Gubitosi va dirigir els motets de Scarlatti que havia trobat, transcrit i revisat.
El 1941, la parella napolitana ha de deixar la direcció de l'Associació Alessandro Scarlatti, que passa a ser dirigida per Giuseppe Cenzato, amant apassionat de la música i president durant molts anys del Conservatori de Música de San Pedro de Majella.
El 1943 compon el Concert per a piano i orquestra, considerat un dels seus millors treballs.

### Personalitat
“Doña Emilia”, com se la recorda afectuosament a Nàpols, era una dona enèrgica i de gran personalitat i, sobretot, una organitzadora nata. Temperament fort i decisiu. No tolerava la ineficàcia però, a pesar de la seva personalitat pública de “sergent”, tenia un caràcter humà, comprensiu i molt generós pels seus amics i els artistes de talent de totes les edats. Gràcies al seu “olfacte” van ser convidats a Nàpols, per dirigir l’orquestra de Scarlatti, alguns dels directors contemporanis més importants. Va encoratjar als joves en tots els camps musicals i, com declara la compositora Bárbara Giuranna, va intentar ajudar a les dones a trobar el seu camí en el camp musical.

### Darrers anys
Emilia Gubitosa va morir a Nàpols el 1972 als vuitanta–cinc anys, i va ser enterrada a Anacapri junt amb el seu marit. Avui, la Fundació Franco Michele Napolitano de Nàpols (fundada el 1961) continua el treball d’Emilia Gubitosi, la catalogació de les biblioteques de Franco Michele Napolitano i d’Emilia Gubitosi i la presentació de música napolitana antiga i moderna mitjançant concerts a Nàpols i a tota la regió de Campania. A més, la fundació subvenciona una orquestra de càmera i una companyia de ballet.
Emilia Gubitosa està enterrada juntament amb el seu marit a Anacapri, en un mausoleu dissenyat per l'arquitecte Roberto Pano i decorat amb tubs d'orgue que porta una estrella de cinc puntes amb dues notes (Do), una és greu i una més aguda, superat per un punt coronat, símbol de l'eternitat i el record.

## Obra
Va escriure una sèrie interminable d'obres que inclouen moltes cançons per coral, cant, piano, arpa (la seva passió), un concert per a piano i orquestra, moltes peces de cambra, diverses revisions i reelaboracions d'obres de Scarlatti, Paisello, Pergolesi, Cherubini i Cimarosa.
Quasi totes les seves composicions, la majoria per grans conjunts vocals, van ser interpretades durant la seva vida per l’orquestra i la coral de Scarlatti. És una música que reflecteix el món d’un Martucci o un Pizetti més que el d’un Respighi o un Malipiero.
En la seva obra musical, Emilia Gubitosi, ens ha deixat la part de la seva vida que respon a la seva personalitat pública, la seva aguda visió i la seva passió per la vida i per les grans forces i tonalitats. Només un cuidadós estudis de la seva obra musical, comparant-la amb la producció del seu marit i la italiana del mateix període, pot donar més llum sobre les seves qualitats creatives.

### Composicions musicals
Les obres d'Emilia Gubitosi i els seus anys de composició són les següents:
| Títol                               | Comentaris       | Instrumentació                    | Període |
| ----------------------------------- | ---------------- | --------------------------------- | ------- |
| Gardenia rossa                      |                  |                                   | 1906    |
| Ave Maria                           |                  |                                   | 1906    |
| Nada Delwig                         | Drama líric      |                                   | 1907    |
| Fatum                               | Òpera de 4 actes |                                   | 1910    |
| Dormire                             |                  |                                   | 1913    |
| Serenata                            |                  |                                   | 1913    |
| Concerto en Sol M                   |                  | Piano i arpa                      | 1917    |
| Allegro appassionato                |                  | Violí i orquestra                 | 1925    |
| Illusioni                           |                  | Cant i piano                      | 1930    |
| Mattutino di Pasqua                 | Peça fàcil       | Piano                             | 1931    |
| Ninna nanna cosacca                 |                  | Cant i piano                      | 1931    |
| Pagliaccetto                        |                  | Piano                             | 1931    |
| Pastore e partorella                |                  | Piano                             | 1931    |
| Favoletta Russa                     |                  | Piano                             | 1931    |
| Umoresca                            |                  | Piano                             | 1935    |
| Andante mosso                       |                  |                                   |         |
| Sonata in bianco minore             |                  | Veus femenines i petita orquestra | 1936    |
| Canti infantili                     |                  |                                   | 1937    |
| Notturno                            |                  | Violí i piano                     | 1937    |
| Nostalgia                           |                  | Piano                             | 1938    |
| Studio da concerto                  |                  | Piano                             | 1938    |
| Corale sinfonico                    |                  | Orgue                             | 1941    |
| Notturno                            |                  | Orquestra                         | 1941    |
| Il flauto notturno                  |                  | Soprano, flauta i orquestra       |         |
| Concerto per pianoforte e orchestra |                  | Piano i orquestra                 | 1943    |
| Colloqui                            |                  | Arpa, flauta i violoncel          | 1963    |
| Fantasia                            |                  | Arpa                              | 1963    |
| Dialogo                             |                  | Violoncel i piano                 | 1964    |
| Tema e variazioni                   |                  | Piano                             | 1965    |

### Llibres
- "Suono e ritmo", juntament amb F. M. Napolitano (Nàpols, 1919).
- "Compendio di teoria musicale" (Nàpols, 1930)